# Klyxum okinawanum
Klyxum okinawanum är en korallart som först beskrevs av Huzio Utinomi 1976.  Klyxum okinawanum ingår i släktet Klyxum och familjen Alcyonidae. Inga underarter finns listade i Catalogue of Life.